# 熊本地方裁判所
熊本地方裁判所（くまもとちほうさいばんしょ）は、熊本県熊本市にある日本の地方裁判所の一つで、熊本県を管轄している。略称は、熊本地裁（くまもとちさい）。玉名、山鹿、阿蘇、八代、人吉、天草に支部を置いている。
熊本地方裁判所には熊本市中央区に置かれている本庁のほか、玉名市、山鹿市、阿蘇市、八代市、人吉市、天草市の6市に地方裁判所と家庭裁判所の支部を設置しているほか、前述の7箇所にくわえ宇城市、荒尾市、高森（阿蘇郡高森町）、御船（上益城郡御船町）、牛深（天草市）および水俣市の6箇所を加えた13箇所に簡易裁判所を設置している。また熊本、八代の2つの検察審査会も設置されている。

## 建物
1908年（明治41年）に竣工した旧庁舎は、赤レンガ造りのドイツルネサンス風の建物である。この旧庁舎は、1975年（昭和50年）の庁舎新営の際に取り壊される予定だったが、住民からの保存運動もあり正面主塔部分を保存庁舎として一部残すこととなった。保存された旧庁舎は、資料館として活用されている。

## 所在地
- 本庁：熊本県熊本市中央区京町1丁目13-11　北緯32度48分43.3秒 東経130度42分23.9秒 / 北緯32.812028度 東経130.706639度
九州産交バス・熊本都市バス 「裁判所前」バス停より徒歩1分
- 玉名支部：熊本県玉名市繁根木54-8　北緯32度55分41.8秒 東経130度33分25秒 / 北緯32.928278度 東経130.55694度
JR鹿児島線「玉名駅」より徒歩15分
- 山鹿支部：熊本県山鹿市山鹿280　北緯33度0分42.2秒 東経130度41分35.6秒 / 北緯33.011722度 東経130.693222度
九州産交バス 「山鹿郵便局前」バス停より徒歩5分
- 阿蘇支部：熊本県阿蘇市一の宮町宮地2476-1　北緯32度56分37.8秒 東経131度6分56.7秒 / 北緯32.943833度 東経131.115750度
JR豊肥線「宮地駅」より徒歩15分
- 八代支部：熊本県八代市西松江城町1-41　北緯32度30分29.7秒 東経130度35分50.1秒 / 北緯32.508250度 東経130.597250度
産交バス 「北荒神町福祉センター前」バス停より徒歩3分，「検察庁・法務局・市博物館前」下車徒歩2分、「八代市役所前」下車徒歩10分
- 人吉支部：熊本県人吉市寺町1　北緯32度12分32.7秒 東経130度45分38.2秒 / 北緯32.209083度 東経130.760611度
産交バス 「新町」バス停より徒歩1分
- 天草支部：熊本県天草市諏訪町16-24　北緯32度27分11.6秒 東経130度11分12.1秒 / 北緯32.453222度 東経130.186694度
産交バス 「本渡バスセンター」より徒歩15分

## 管轄
本庁
- 熊本市、宇土市、宇城市、合志市、菊池市（旧泗水町）、上天草市（旧大矢野町）、菊池郡大津町、菊陽町、阿蘇郡西原村、下益城郡美里町、上益城郡御船町、嘉島町、益城町、甲佐町、山都町（蘇陽総合支所管区を除く）

玉名支部
- 荒尾市、玉名市、玉名郡玉東町、南関町、和水町、長洲町

山鹿支部
- 山鹿市、菊池市（旧泗水町を除く）

阿蘇支部
- 阿蘇市、阿蘇郡産山村、小国町、南小国町、高森町、南阿蘇村、上益城郡山都町（蘇陽総合支所管区）

八代支部
- 八代市、水俣市、八代郡氷川町、葦北郡芦北町、津奈木町

人吉支部
- 人吉市、球磨郡錦町、多良木町、湯前町、水上村、相良村、五木村、山江村、球磨村、あさぎり町

天草支部
- 上天草市（旧大矢野町を除く）、天草市、天草郡苓北町

※ただし、行政事件、各支部の合議事件（裁判員裁判を含む）、玉名・山鹿・阿蘇・天草の各支部の執行事件（不動産競売、債権）、玉名・山鹿・阿蘇の各支部の少年事件は本庁で、人吉支部管内の少年事件は八代支部でそれぞれ取り扱う。

### 管内の簡易裁判所
- 熊本簡易裁判所
  - 所在地：本庁と同じ
  - 管轄： 熊本市・宇土市（網田支所の所管区域を除く）・宇城市（三角支所の所管区域を除く）・合志市・菊池市（泗水総合支所の所管区域）・菊池郡・阿蘇郡（西原村）
- 玉名簡易裁判所
  - 所在地：熊本県玉名市繁根木54-8
  - 管轄：玉名市、玉名郡玉東町、玉名郡南関町、玉名郡和水町
- 山鹿簡易裁判所
  - 所在地：熊本県山鹿市山鹿280
  - 管轄：山鹿市、菊池市（泗水総合支所の所管区域を除く）
- 阿蘇簡易裁判所
  - 所在地：熊本県阿蘇市一の宮町宮地2476-1
  - 管轄：阿蘇市、阿蘇郡産山村、阿蘇郡小国町、阿蘇郡南小国町
- 八代簡易裁判所
  - 所在地：熊本県八代市西松江城町1-41
  - 管轄：八代市、八代郡氷川町
- 人吉簡易裁判所
  - 所在地：熊本県人吉市寺町1
  - 管轄：人吉市、球磨郡錦町、球磨郡多良木町、球磨郡湯前町、球磨郡水上村、球磨郡相良村、球磨郡五木村、球磨郡山江村、球磨郡球麿村、球磨郡あさぎり町
- 天草簡易裁判所
  - 所在地：熊本県天草市諏訪町16-24
  - 管轄：天草市（河浦支所及び牛深支所の所管区域を除く）、上天草市（大矢野統括支所の所管区域を除く）、天草郡苓北町
- 宇城簡易裁判所
  - 所在地：熊本県宇城市三角町波多438-18
  - 管轄：宇土市（網田支所の所管区域）、上天草市（大矢野統括支所の所管区域）、宇城市（三角支所の所管区域）
- 荒尾簡易裁判所
  - 所在地：熊本県荒尾市荒尾1588
  - 管轄：荒尾市、玉名郡長洲町
- 高森簡易裁判所
  - 所在地：熊本県阿蘇郡高森町高森1385-6
  - 管轄：阿蘇郡高森町、阿蘇郡南阿蘇村、上益城郡山都町（蘇陽総合支所の所管区域）
- 御船簡易裁判所
  - 所在地：熊本県上益城郡御船町辺田見1250-1
  - 管轄：上益城郡御船町、上益城郡嘉島町、上益城郡益城町、上益城郡甲佐町、上益城郡山都町（蘇陽総合支所の所管区域を除く）、下益城郡美里町
- 水俣簡易裁判所
  - 所在地：熊本県水俣市天神町一丁目1-1
  - 管轄：水俣市、葦北郡芦北町、葦北郡津奈木町
- 牛深簡易裁判所
  - 所在地：熊本県天草市牛深町2061-17
  - 管轄：天草市（河浦支所及び牛深支所の所管区域）

## 歴代所長
（カッコ内は在任期間と異動先）
- 村上敬一（1997年5月 - 1999年3月 神戸地方裁判所所長）
- 湯地紘一郎（1999年3月 - 2001年3月 福岡高等裁判所部総括判事）
- 簑田孝行（2001年3月 - 2003年3月 福岡高等裁判所部総括判事）
- 森岡安廣（2006年6月 - 2007年10月 大阪高等裁判所部総括判事）
- 古賀寛（2007年10月 - 2009年1月 福岡高等裁判所部総括判事）
- 小林正明（2009年1月 - 2010年5月 福岡高等裁判所部総括判事）
- 難波孝一（2010年5月 - 2012年8月 福岡地方・家庭裁判所小倉支部長）
- 永松健幹（2012年8月 - 2014年5月 福岡高等裁判所部総括判事）
- 後藤眞理子（2014年5月 - 2016年2月 大阪高等裁判所部総括判事）
- 野島秀夫（2016年2月 - 2017年10月 福岡高等裁判所部総括判事）
- 瀧華聡之（2017年10月 - 2019年5月 大津地方裁判所所長）
- 松井英隆（2019年5月 - 2021年5月 大阪高等裁判所部総括判事）
- 片山昭人 (2021年5月 - )